# Koniukowo (Kraj Permski)
Koniukowo (ros. Конюково) – wieś (dieriewnia) w Rosji, w Kraju Permskim, w rejonie bardymskim. W 2010 liczyła 116 mieszkańców.